# Championnats du monde de lutte 1973
Navigation
Édition précédente Édition suivante
Les Championnats du monde de lutte 1973 se sont tenus à Téhéran  (Iran) en 1973.

## Podiums

### Hommes

#### Lutte libre
| Épreuves | Or                 | Argent               | Bronze                   |
| -------- | ------------------ | -------------------- | ------------------------ |
| 48 kg    | Roman Dmitriyev    | Hasan Isaev          | Ochirdolgoryn Enkhtaivan |
| 52 kg    | Ebrahim Javadi     | Arsen Allakhverdiyev | Yūji Takada              |
| 57 kg    | Mohsen Farahvashi  | Megdiin Khoilogdorj  | Vladimir Yumin           |
| 62 kg    | Zagalav Abdulbekov | Heinz Stahr          | Mohammad Reza Navaei     |
| 68 kg    | Lloyd Keaser       | Nasrulla Nasrullayev | János Kocsis             |
| 74 kg    | Mansour Barzegar   | Ruslan Ashuraliyev   | Jan Karlsson             |
| 82 kg    | Vasiliy Syulshin   | Vasile Iorga         | Ismail Abilov            |
| 90 kg    | Levan Tediashvili  | Horst Stottmeister   | Ben Peterson             |
| 100 kg   | Ivan Yarygin       | József Csatári       | Dimitar Nekov            |
| 130 kg   | Soslan Andiyev     | Boyan Boev           | Ladislau Şimon           |

#### Lutte gréco-romaine
| Épreuves | Or                   | Argent             | Bronze               |
| -------- | -------------------- | ------------------ | -------------------- |
| 48 kg    | Vladimir Zubkov      | Ryszard Świerad    | Ferenc Seres         |
| 52 kg    | Nicu Gingă           | Jan Michalik       | Rahim Aliabadi       |
| 57 kg    | Józef Lipień         | Rustam Kazakov     | Hristo Traykov       |
| 62 kg    | Kazimierz Lipień     | Anatoliy Kavkayev  | László Réczi         |
| 68 kg    | Shamil Khisamutdinov | Sreten Damjanović  | Heinz-Helmut Wehling |
| 74 kg    | Ivan Kolev           | Jan Karlsson       | Klaus-Peter Göpfert  |
| 82 kg    | Leonid Liberman      | Milan Nenadić      | Miroslav Janota      |
| 90 kg    | Valeriy Rezantsev    | Czesław Kwieciński | Stoyan Nikolov       |
| 100 kg   | Nikolay Balboshin    | Kamen Goranov      | Andrzej Skrzydlewski |
| 130 kg   | Aleksandar Tomov     | Petr Kment         | Shota Morchiladze    |

## Tableau des médailles
| Rang | Nation             | Or | Argent | Bronze | Total |
| ---- | ------------------ | -- | ------ | ------ | ----- |
| 1    | Union soviétique   | 11 | 5      | 2      | 18    |
| 2    | Iran               | 3  | 0      | 2      | 5     |
| 3    | Bulgarie           | 2  | 3      | 4      | 9     |
| 4    | Pologne            | 2  | 3      | 1      | 6     |
| 5    | Roumanie           | 1  | 1      | 1      | 3     |
| 6    | États-Unis         | 1  | 0      | 1      | 2     |
| 7    | Allemagne de l'Est | 0  | 2      | 2      | 4     |
| 8    | Yougoslavie        | 0  | 2      | 0      | 2     |
| 9    | Hongrie            | 0  | 1      | 3      | 4     |
| 10   | Tchécoslovaquie    | 0  | 1      | 1      | 2     |
| 10   | Mongolie           | 0  | 1      | 1      | 2     |
| 10   | Suède              | 0  | 1      | 1      | 2     |
| 13   | Japon              | 0  | 0      | 1      | 1     |